# Ourkherephemout (fils de Sounroy)
Pour les articles homonymes, voir Ourkherephemout.
Ourkherephemout dont le nom est basé sur le principal titre du grand prêtre de Ptah et qui signifie grand des chefs des artisans, est un prêtre-ouâb de Ptah et prêtre ritualiste. Il a vécu sous la XIXe dynastie et plus particulièrement sous les règnes de Ramsès II et de ses successeurs immédiats. 
Pour se distinguer de son homonyme et homologue, le fils d'un grand prêtre de Ptah, il adopte le surnom d'Hori.
De fait, ce dernier nom correspond à celui du pontife alors en exercice ce qui témoigne sans doute de la proximité des personnages, les noms d'Oukherephemout Hori traduisant finalement le titre principal et le nom du grand prêtre au service duquel il officiait. 

## Généalogie
Une stèle conservée au Rijksmuseum van Oudheden de Leyde, apporte des précisions sur ses origines. Cette stèle rectangulaire avec une corniche à gorge est surmontée d'une sorte de fronton triangulaire. Ce pyramidion présenté frontalement est orné d'un pilier Djed doté de deux bras soutenant le disque solaire. De chaque côté le symbole est adoré par Oukherephemout représenté agenouillé les bras relevés en signe de prière. 
La stèle elle-même présente trois registres comportant chacun un tableau. 
En dehors du premier registre où l'on peut lire ses deux noms, partout ailleurs Ourkherephemout se fait appeler Hori, souvent complété d'une précision filiale. Cela s'explique à la fois par le fait qu'au quotidien c'est probablement par ce dernier nom qui était le plus usité que le prêtre était connu mais également par le souhait de se distinguer de son homonyme et contemporain.
Au premier registre, sous la gorge, est réservé un espace où l'on trouve dos à dos les dieux Rê-Horakhty et Osiris, devant lesquels on trouve respectivement Ourkherephemout et ses parents représentés en adoration également.
Le registre suivant présente une scène d'offrande, cette fois devant Oukherephemout figuré assis en compagnie de son épouse.
Le troisième présente une scène analogue. Devant eux leurs enfants rendent hommage à leurs parents,.
Ainsi cette stèle nous apprend qu'il est le fils d'un dignitaire memphite nommé Sounroy et de Tamyt, maîtresse de maison. 
Son épouse est une dame de la cité nommée Takaïtgebaouy qui officiait en tant que joueuse de sistre dans le temple d'Hathor Nebethetepet.
Probablement né sous le règne de Ramsès II, Ourkherephemout est donc issu d'une famille du clergé memphite et entre au service du dieu Ptah au côté de son père et de son collègue homonyme et arrière petit fils de Ramsès II.
On n'a pas encore retrouvé la trace de son tombeau qui était probablement situé à Saqqarah, nécropole memphite qui abritait la plupart des sépultures du clergé de la cité et d'où provient d'ailleurs la stèle du Musée de Leyde.